# نوتيلا
نوتيلا (بالإنجليزية: Nutella)‏ هي علامة تجارية لمنتج من الشوكولاتة المعدّة للدهن على الخبز. نوتيلا هي من منتجات شركة فيريرو الإيطالية، وقد ظهرت في السوق في عام 1963. تم تطوير وصفة تحضير النوتيلا من وصفة سابقة تعود للعام 1806. اليوم يتم بيع نوتيلا في أكثر من 75 دولة في العالم.
مكونات نوتيلا الأساسية هي السكر والزيت النباتي (في الغالب زيت النخيل) والبندق والكاكاو والحليب منزوع الدسم. يشار أحياناً للنوتيلا على أنها كريمة شوكولاتة أو كريمة بندق.

## التاريخ
تعود قصة اختراع النوتيلا بالتاريخ إلى سنة 1806م عندما قطع نابليون بونابرت استيراد الكاكاو بين بريطانيا وأوروبا بغيت أن ينهك التجارة والاقتصاد البريطاني، تسبب هذا في ارتفاع سعر الكاكاو، فقام تجار الشوكولاتة في تورينو الإيطالية بإضافة البندق المطحون في الشوكولاتة لزيادة الإنتاجية، سميت تلك الوجبة باسم غاندوجا، وتم إيقاف إنتاجها بعد عودة التجارة لوضعها الطبيعي.
وبعد قرنٍ كامل من الزمن عادت أسعار الشوكولاتة ترتفع بسبب الحرب العالمية الثانية واجتياح هتلر للعديد من دول أوروبا، نتج عن الحرب خسائر كبيرة للشركات من بينها شركة فيريرو والذي كان يحاول صاحبها بيترو فيريرو إنقاذها فأخذ فكرة التجار الإيطاليون بوضع البندق المطحون في الشوكولاتة لزيادة الإنتاج وبدل أن يسميها غاندوجا سماها جيانتوجت، وفي عام 1951 طور ميشيل فيريرو ابن بيترو، وصفة أبيه ليجعلها قابلة للدهن بإضافة لمسته الخاصة، ليطلق عليها عام 1964 اسم نوتيلا.
امتلك بيترو فيريرو مخبزًا في ألبا، وهي بلدة إيطالية تشتهر بإنتاج البندق. في عام 1946، باع الدفعة الأولى من حلوى الغاندوجا التي بلغ وزنها 300 كيلوغرام. في البداية لم تكن شوكولاتة دهنية بل كانت قطع من الشوكولاتة، بدأ ابن فيريرو ميشيل فيريرو ببيع النسخة الدهنية باسم سوبر كريما في سنة 1951 نظراً لأن الأطفال كانوا يأكلون الكاكاو فقط ويرمون البسكويت.
في عام 2012، اقترح السناتور الفرنسي إيف دوديني زيادة الضرائب على زيت النخيل من 100 يورو إلى 400 يورو للطن. بنسبة 20 في المئة، يعتبر زيت النخيل أحد المكونات الرئيسية لنوتيلا، وقد أُطلق على الضريبة اسم «ضريبة نوتيلا» في وسائل الإعلام.

في 14 مايو 2014، أصدرت إيطاليان بوست طابعًا تذكاريًا للذكرى الخمسين لنوتيلا. تم تصميم طوابع السبعين سنتاً من قبل دار السك والطباعة الوطنية الإيطالية ويتميز بوعاء من نوتيلا على خلفية ذهبية. أقامت فيريرو يوم نوتيلا في 17 و 18 مايو للاحتفال بالذكرى السنوية.

## المكونات
المكونات الرئيسية لنوتيلا هي السكر وزيت النخيل (أكثر من 50٪). كما أنه يحتوي على بندق بنسبة 13٪، ومواد صلبة من الكاكاو، وحليب خالي الدسم. في الولايات المتحدة والمملكة المتحدة، تحتوي نوتيلا على منتجات الصويا. يتم تسويق نوتيلا على أنها «كريمة البندق» في العديد من البلدان. بموجب القانون الإيطالي، لا يمكن تصنيفها على أنها «كريمة شوكولاتة»، لأنها لا تفي بالحد الأدنى من معايير تركيز مواد الكاكاو الصلبة. تستخدم فيريرو 25 في المئة من الإنتاج العالمي للبندق، ولكن لا يتم استخدام كل هذا فقط في إنتاج نوتيلا.
في نوفمبر 2017، قامت الشركة بتعديل الوصفة بشكل طفيف، مما أدى إلى زيادة محتوى السكر والحليب المجفف منزوع الدسم. نظرًا لأن لون المنتج أفتح في الدرجة، فقد قدر مركز حماية المستهلك في هامبورغ أن محتوى الكاكاو قد انخفض أيضًا. أفادت بعض المصادر الإخبارية أن تعديل الوصفة أدى إلى «غضب» المستهلكين أو «جنونهم».
وصفة بيدمونت التقليدية، غاندوجا، كانت عبارة عن خليط يحتوي على حوالي 71.5٪ معجون البندق و 19.5٪ شوكولاتة. تم تطويرها في بييمونتي، إيطاليا، بسبب نقص حبوب الكاكاو بعد تقنين ما بعد الحرب، مما قلل من توافر المواد اللازمة.
العديد من البلدان لديها قائمة مكونات مختلفة لتركيبة نوتيلا.

### أستراليا
سكر، زيت نخيل، بندق (13٪)، مسحوق حليب منزوع الدسم (8.7٪) مسحوق كاكاو (7.4٪)، مواد صلبة غير دهنية، مستحلب (ليسيثين الصويا)، نكهة (فانيلين).

### كندا
سكر، زيت نخيل معدل، بندق، كاكاو، مسحوق حليب خالي الدسم، مسحوق مصل اللبن، ليسيثين، فانيلين.

### ألمانيا
أكدت فيريرو أنها غيرت وصفة الشوكولاتة والبندق؛ مما أثار رد فعل عنيفًا كبيرًا بين عشاق العلامة التجارية.

### الهند
سكر، زيت نخيل، بندق (13٪)، مسحوق حليب بقري منزوع الدسم (8.7٪)، مسحوق كاكاو قليل الدسم (7.4٪)، مستحلب (ليسيثين - INS 322)، يحتوي على نكهة مضافة (مادة منكهة مطابقة للطبيعة - فانيلين).

### إيطاليا
سكر، زيت نخيل، بندق (13٪)، مسحوق كاكاو قليل الدسم (7.4٪)، لبن مجفف منزوع الدسم (5٪)، مسحوق مصل اللبن، مستحلب (ليسيثين) (صويا)، نكهة (فانيلين).

### المملكة المتحدة
سكر، زيت نخيل، بندق (13٪)، لبن بودرة منزوع الدسم (8.7٪)، كاكاو قليل الدسم (7.4٪)، مستحلب: ليسيثين (صويا)، فانيلين.

### الولايات المتحدة الأمريكية
السكر، زيت النخيل، البندق، الكاكاو، الحليب الخالي من الدسم، مصل اللبن (الحليب)، الليسيثين كمستحلب (فول الصويا)، الفانيلين: نكهة اصطناعية.

## الإنتاج
يتم إنتاج نوتيلا في أماكن مختلفة مختلفة في سوق أمريكا الشمالية، يتم إنتاجه في مصنع في برانتفورد، أونتاريو، كندا ومؤخراً في سان خوسيه إتوربيد، غواناخواتو، المكسيك.
بالنسبة لأستراليا ونيوزيلندا، تم تصنيع نوتيلا في ليثجو، نيو ساوث ويلز منذ أواخر السبعينيات.
ينتج اثنان من مصانع فيريرو الأربعة في إيطاليا النوتيلا، في ألبا وبييمونتي وسانت أنجيلو دي لومباردي في كامبانيا. في فرنسا، توجد منشأة إنتاج في Villers-Écalles. بالنسبة لأوروبا الشرقية (بما في ذلك جنوب شرق أوروبا وبولندا وتركيا وجمهورية التشيك وسلوفاكيا) وجنوب إفريقيا، يتم إنتاجه في وارسو ومانيسا. بالنسبة لألمانيا وشمال أوروبا، يتم إنتاج النوتيلا في مصنع فيريرو في ستادتاليندورف، والذي كان موجودًا منذ عام 1956. دخلت نوتيلا السوق الروسية ولديها أيضًا مصنع إنتاج في فلاديمير.
تمتلك فيريرو أيضًا مصنعًا في Poços de Caldas بالبرازيل، والذي يزود السوق البرازيلية بجزء من الإنتاج الذي يتم تصديره إلى الخارج. كما يتم تصنيعها في تركيا وتصديرها إلى دول مثل الهند.
بلغ الإنتاج العالمي في عام 2013 حوالي 350 ألف طن.

## الغذاء
تحتوي نوتيلا على 10.4٪ من الدهون المشبعة و 58٪ من السكر المعالج بالوزن. تحتوي الحصة المكونة من ملعقتين كبيرتين (37 جرام) من نوتيلا على 200 سعر حراري، بما في ذلك 99 سعرة حرارية من 11 جرامًا من الدهون (3.5 جرام منها مشبعة) و 80 سعرًا حراريًا من 21 جرامًا من السكر. يحتوي الدهن أيضًا على 15 مجم من الصوديوم و 2 جرام من البروتين لكل حصة.

## دعوى قضائية
في الولايات المتحدة، تم رفع دعوى قضائية ضد فيريرو في دعوى جماعية بسبب الدعاية الكاذبة التي أدت إلى ظن المستهلكين على أن نوتيلا لها فوائد غذائية وصحية (من مزاعم الدعاية بأن نوتيلا كانت «جزءًا من وجبة إفطار مغذية»).
في أبريل 2012، وافقت فيريرو على دفع تسوية بقيمة 3 ملايين دولار (ما يصل إلى 4 دولارات لكل جرة مايساوي خمسة عبوات لكل عميل). طلبت التسوية أيضًا من فيريرو إجراء تغييرات على تصنيف وتسويق نوتيلا، بما في ذلك الإعلانات التلفزيونية وموقعها على الويب.

## مخاوف وأضرار
ذكرت الهيئة الأوروبية لسلامة الأغذية في مايو/ أيار 2016 أن زيت النخيل يمكن أن يولد ملوثات مسببة للسرطان أكثر من أي زيت آخر في حال تم تكريره عند درجة حرارة تزيد عن 200 مئوية، وبما أن زيت النخيل مكون أساسي في النوتيلا فإنه من المحتمل أن يتسبب في السرطان، إلا أن الهيئة لم توص بالتوقف عن تناول النوتيلا مع الحاجة لإجراء مزيد من الدراسات.

## وصلات خارجية
- الموقع الرسمي للنوتيلا (بالإيطالية)
- وصفة الفراولة المغطاة بشوكولاتة نوتيلا
- وصفة كريب الشوكولاتة بنوتيلا
- وصفة كريب الموز والنوتيلا